# Mi Gna
Mi Gna (arménien : Մի Գնա, littéralement « Ne pars pas ») est une chanson en arménien et en anglais par le DJ arméno-américain Super Sako (Sarkis Balasanyan) et interprétée par le chanteur arménien de rabiz Spitakci Hayko (Hayk Ghevondyan).

## Chanson originelle
Mi Gna est écrite par Artak Aramyan avec des paroles anglaises supplémentaires de Sarkis Balasanyan (Super Sako) et est apparue dans l'album Love Crimes de Super Sako en 2016. La chanson a été téléchargée sur YouTube le 17 août 2016. Et sans même la sortie d'un clip officiel de la chanson, elle est devenue un énorme succès en Arménie, dans la diaspora arménienne, en Turquie, dans les pays arabes, et ailleurs dans le monde. La vidéo a attiré 50 millions de vues en juin 2017, ce qui en fait la chanson la plus regardée sur YouTube par les artistes arméniens. La vidéo a recueilli plus de 172 millions de vues en juillet 2018.

## Maître Gims Remix
Singles de Maître Gims
Caméléon
(2017) La Même
(2018)
La chanson a été reprise par le chanteur et rappeur congolais Maître Gims dans une version trilingue arménienne, française et anglaise intitulée Mi Gna (Maître Gims Remix).
Cette version comprenait des paroles supplémentaires en français de Maître Gims et Araik Mouradian et a été produite par Gims et MG Mouradian. Le remix est sorti le 19 janvier 2018 en France. La sortie était accompagnée d'un clip vidéo officiel filmé à New York et réalisé par Adam Nael,. La vidéo avec la version de Maître Gims a attiré 192 millions de vues en mai 2019.
Les artistes notables qui ont couvert la chanson incluent le rappeur Maître Gims dans une version trilingue arménienne, française et anglaise intitulée Mi Gna (Maître Gims Remix). Cette version comprend des paroles additionnelles en français de Maître Gims et est produite par Gims et MG Mouradian. Le remix est sorti le 19 janvier 2018 en France. Mi Gna (Maître Gims Remix) est accompagnée d'un clip vidéo officiel filmé à New York. La vidéo avec la version Maître Gims a attiré 171 millions de vues en novembre 2018.

### Accueil commercial
Dans sa première semaine de sortie en France sur les labels Chahawat / B1 et distribué par Sony Music, "Mi Gna (Maître Gims Remix)" est entré dans le French Singles Chart au numéro 7, culminant finalement au numéro 4. Il a également atteint la 14e place du classement SNEP Telecharged Singles et la 35e place du classement SNEP "Top Singles - Streaming". En Belgique, où le single est sorti par Play Two et distribué par Warner Music, il a atteint la 38e place du classement belge Ultratop Wallonia et a culminé au numéro 8 du Top 50 urbain de la Wallonie belge. Le single a également figuré dans le Swiss Hitparade, entrant au numéro 74.
"Mi Gna" a été inclus dans l'album 2018 de Maître Gims, Ceinture noire, qui s'est hissé à la première place du classement français des albums SNEP, du classement suisse des albums Hitparade et du classement Ultratop des albums belges (Wallonie).

### Classements et certification
| Classements (2017-2018)                 | Meilleure position |
| --------------------------------------- | ------------------ |
| Belgique (Wallonie Ultratop 50 Singles) | 21                 |
| Bulgarie (ARC Top 40)                   | 14                 |
| Roumanie (Airplay 100)                  | 2                  |
| Suisse (Schweizer Hitparade)            | 74                 |

| Classements (2018)     | Position |
| ---------------------- | -------- |
| Roumanie (Airplay 100) | 8        |

#### Certification
| Région                                                                                                 | Certification | Ventes/Streams |
| --- | ------------- | -------------- |
| France (SNEP) (Maître Gims Remix)                                                                      | Diamant       | 400 000*       |
| *Ventes selon la certification ^Mise en rayon selon la certification xNon précisé par la certification |               |                |